# Nguyễn Thái Hùng
Nguyễn Thái Hùng (sinh ngày 12 tháng 10 năm 1952) là đại biểu Quốc hội Việt Nam khóa 12, thuộc đoàn đại biểu Thái Bình, Chủ tịch Ủy ban Mặt trận Tổ quốc Việt Nam tỉnh Thái Bình.

## Tiểu sử
Dân tộc: Kinh
Tôn giáo: Không
Quê quán: Xã Nam Trung, huyện Tiền Hải, Thái Bình
Trình độ chính trị: Đại học
Trình độ chuyên môn: Cử nhân luật
Nghề nghiệp, chức vụ: Tỉnh ủy viên; Ủy viên Ủy ban Tư pháp của Quốc hội; Bí thư Đảng Đoàn, Chủ tịch Ủy ban Mặt trận Tổ quốc Việt Nam tỉnh Thái Bình
Nơi làm việc: Ủy ban Mặt trận Tổ quốc Việt Nam tỉnh Thái Bình
Ngày vào Đảng Cộng sản Việt Nam: 11/3/1972
Nơi ứng cử: Thái Bình
Đại biểu Quốc hội khoá: XII
Đại biểu chuyên trách: Không
Đại biểu Hội đồng Nhân dân: Đại biểu cấp tỉnh